# Víctor Gutiérrez (periodista)
Víctor Gutiérrez Prieto (Santiago, 11 de agosto de 1964) es un periodista chileno conocido por sus participaciones en programas de farándula y la publicación del libro Michael Jackson fue mi amante. Desde mayo de 2020 hasta junio de 2022 se desempeñó como director ejecutivo de La Red.

## Trayectoria
En 1996 investigó la primera acusación de pedofilia en contra de Michael Jackson y publicó el libro Michael Jackson fue mi amante: El diario de Jordie Chandler. Así Gutiérrez comenzó a frecuentar programas de televisión de distintos países para dar a conocer investigaciones, generalmente ligadas a los espectáculos y la farándula. La justicia lo condenó por esto y se retiró el libro.
En 2001 sostuvo en un espacio de TVN, de Chile, y otro de Azul TV, Argentina, que Cecilia Bolocco, entonces recién casada con Carlos Menem, era amante de Paulo Coelho. Siete años más tarde la Corte Suprema chilena lo condenó a 61 días de reclusión menor y el pago de una indemnización de 30 millones de pesos por injurias graves proferidas en menoscabo de Bolocco.
En 2003 publicó en la revista Plan B el artículo Las pervertidas fiestas de Claudio Spiniak sobre la red de pedofilia que lideraba el empresario Claudio Spiniak.
Radicado durante varios años en Miami, visitó continuamente Chile para participar en programas de televisión como SQP y Primer plano. Para este último investigó el paradero del ex comentarista deportivo Mauricio Israel y reveló un supuesto romance que tendría Don Francisco con Gloria Benavides.
En 2012 se integró a La Red con una sección semanal llamada Gutiérrez News en el programa Mentiras verdaderas, conducido por Eduardo Fuentes. Se caracterizó por entregar "pildoritas" del espectáculo como que el modelo Hotuiti Teao habría sido el detonante del quiebre entre María Eugenia Larraín e Iván Zamorano. Al año siguiente asumió la conducción del programa de farándula Intrusos, pero a los seis meses decidió regresar a Miami.
En mayo de 2020, tras la renuncia de José Manuel Larraín al cargo, Víctor Gutiérrez asumió de manera interina la Dirección Ejecutiva de La Red.
El 6 de junio de 2022 debido a la crisis económica de La Red, que incluyó una huelga de sus trabajadores, Gutiérrez presentó su renuncia como director ejecutivo de la misma estación, aunque señalaron que seguirá vinculado a Albavisión, consorcio propietario del canal.